# Anders Olsson (programledare)
Anders Olsson, född 1975 i Göteborg, svensk radioprogramledare.
Anders Olsson driver produktionsbolaget A-One Produktion AB som bland annat producerar radioprogram som P3 Star Lördag, P3 Star Söndag, P3 Pop, P3 Rytm, P3 Kultur och P3 Sommarsession. Mellan 2001 och 2006 var han Programledare för P3 Homo. Han har också arbetar som programledare, reporter och producent för Ketchup, Ketchup Fanclub, Ketchup Sport och Sommartoppen i Sveriges Radio P3 samt varit resereporter på Packat & Klart på SVT, suttit med i juryn i Fame Factory säsong 3 och 4 på TV3 och varit juryordförande för Lilla Melodifestivalen 2005, 2006, 2007, 2008 och 2009.